# Hypericum perrieri
Hypericum perrieri är en johannesörtsväxtart som beskrevs av N. Robson. Hypericum perrieri ingår i släktet johannesörter, och familjen johannesörtsväxter. Utöver nominatformen finns också underarten H. p. rupestre.